# Ewa Fabiańska-Jelińska
Ewa Fabiańska-Jelińska (ur. 1989) – polska kompozytorka, muzykolożka, doktor habilitowana sztuk muzycznych, adiunkt w Instytucie Kompozycji i Teorii Muzyki Akademii Muzycznej w Poznaniu.

## Życiorys
Lubiła improwizację fortepianową już jako kilkuletnie dziecko. Uczyła się kompozycji w Zespole Szkół Muzycznych im. Karola Szymanowskiego w Toruniu, w klasie Magdaleny Cynk, ukończyła naukę w tej szkole w 2008 roku. Uzyskała tytuł licencjata z muzykologii na Uniwersytecie im. Adama Mickiewicza w Poznaniu w 2011 roku (zob. Instytut Muzykologii Uniwersytetu im. Adama Mickiewicza w Poznaniu). Ukończyła z wyróżnieniem studia magisterskie z kompozycji w Akademii Muzycznej im. I.J. Paderewskiego w Poznaniu w klasie Zbigniewa Kozuba w 2013 roku. Ukończyła studia podyplomowe z kompozycji pod kierunkiem Reinharda Kargera na Universität für Musik und darstellende Kunst Wien. Była kompozytorem-rezydentem Baltic Neopolis Orchestra w sezonie 2014/2015. Uzyskała stopień doktora sztuk muzycznych w 2016 roku na Akademii Muzycznej w Poznaniu, habilitowała się tamże w dziedzinie sztuk muzycznych w dyscyplinie artystycznej kompozycja i teoria muzyki w 2023 roku.
Jest zatrudniona na stanowisku adiunkta w Instytucie Kompozycji i Teorii Muzyki Akademii Muzycznej w Poznaniu (zob. Wydział Kompozycji, Dyrygentury, Wokalistyki, Teorii Muzyki i Edukacji Artystycznej Akademii Muzycznej im. Ignacego Jana Paderewskiego w Poznaniu), naucza propedeutyki kompozycji, improwizacji z harmonią praktyczną oraz prowadzi przedmiot kształcenie słuchu; pracuje na tejże uczelni od października 2013 roku.
Należy do Polskiego Towarzystwa Muzyki Współczesnej oraz Związku Kompozytorów Polskich, jest prezeską Oddziału Poznańskiego tegoż związku od 2022 roku. Jest członkiem zarządu Stowarzyszenia Sepia Ensemble od 1 lipca 2020 roku.

## Nagrody (wybór)
- Special Prize European Piano Bridge na IV Międzynarodowym Konkursie Kompozytorskim Artistes en Herbe w Luksemburgu (2017)[1]
- II Nagroda na Międzynarodowym Konkursie Kompozytorskim First Accordion Composition Competition Fidelio w Madrycie (2017)[3]
- III Nagroda na Międzynarodowym Konkursie Kompozytorskim 4th Opus Dissonus Composition Competition 2018 w Brazylii (2018)[3]

- Medal Młodej Sztuki (2020)[9]
- Odznaka honorowa „Zasłużony dla Kultury Polskiej” (2021)[1]
- Złoty Dyplom w kategorii „Kompozycja” w Międzynarodowym Konkursie „Muzyczne Orły” (2023)[1]

## Twórczość
Jej kompozycje wydaje Polskie Wydawnictwo Muzyczne i norweskie wydawnictwo Norsk Musikforlag, a nagrania utworów wydały wytwórnie DUX i Acte Prélable.

### Wybrane dzieła
- Magiczne Pióro – musical (2009)[7]
- Musique ancienne na klawesyn (2010)[7]
- La Borańcza – performance (2011)[1]
- Trzy Tańce Polskie na kwintet dęty blaszany[3] i organy (2014)[7]
- Medytacja III[3] na puzon (2016)
- Reflexion na klarnet i perkusję – teatr instrumentalny (2018)[7]
- Sol…solo Dio! na 16-osobowy chór puzonowy (2019)[7]
- Chorał ku czci świętego Błażeja na fortepian (2022)[7]
- Poemat FreDro na chór dziecięcy, aktorów, lalki i orkiestrę symfoniczną (2023)[7]

### Nagrania płytowe
- Polish & Norwegian Composers (Acte Prélable, CD, 2013)[10]
- Ewa Fabiańska-Jelińska. Chamber Music (Dux, CD, 2021)[1] – pierwsza płyta monograficzna[2]
- Her Journey (Flute And Piano Works By Women Composers) (Da Vinci Classics, CD, 2024)[11]